# Лак-Курт-Орей
Лак-Курт-Орей (англ.  Lac Courte Oreilles Indian Reservation) — индейская резервация алгонкиноязычного народа оджибве, расположенная в северо-центральной части штата Висконсин, США.

## История
В начале 1700-х годов оджибве из района острова Мадлен начали оказывать давление на индейцев санти-сиу, которые жили в этом регионе. Сражения и стычки между ними начались по всему Северному Висконсину. В 1745 году группа охотников-оджибве, выдержав нападения индейцев сиу, построила свои вигвамы на берегу озера Литтл-Лак-Курт-Орей. Другие группы оджибве последовали за ними и поселились в большом количестве, в результате чего, санти-сиу были изгнаны из этого района.
В 1800 году метис Мишель Кадотт построил первый постоянный торговый пост для Северо-Западной компании, а Джон Батист Корбен, 22-летний франкоканадец, стал первым клерком на этом посту и первым белым поселенцем в районе Лак-Курт-Орей. Корбен женился на индеанке из народа оджибве и вырастил много детей. Многие из его потомков до сих пор проживают в Лак-Курт-Орей. Он умер в 1877 году в возрасте 99 лет и похоронен на католическом кладбище в статистически обособленной местности Резерв на территории резервации.
В 1825, 1837 и 1842 годах многие группы оджибве заключили договоры с правительством Соединённых Штатов. По условиям договоров индейцы уступили огромные территории, которые стали частью США, но сохранили за собой права на использование земли и её ресурсов. В 1854 году по Второму Ла-Пойнтскому договору с американским правительством была создана индейская резервация Лак-Курт-Орей, в дополнение к другим резервациям для оджибве в этом регионе.

## География
Лак-Курт-Орей представляет собой территорию почти полностью покрытую лесом. Многочисленные озёра находятся в пределах границ резервации  или граничат с ней, в том числе Ашегон, Блуберри, Кристнер, Девилс, Грин, Гриндстон, Гурно, Лак-Курт-Орей, Литтл-Раунд, Литтл-Лак-Курт-Орей, Оспри, Покегама, Райс, Скотт, Спринг, Саммит, Тайнер, Чиппева и Чиф. Дикий рис, называемый на языке оджибве мануомин, растёт на многих озёрах и реках в резервации. Жители Лак-Курт-Орей до сих пор собирают его традиционным способом и он является одним из основных продуктов питания племени. К северо-востоку и востоку от резервации находится национальный лес Чивамегон, который был создан в 1933 году во время Великой депрессии.
Основная территория резервации находится в западно-центральной части округа Сойер, два небольших участка земли расположены в округах Бёрнетт и Уошбёрн. Общая площадь резервации, включая трастовые земли (2,943 км²), составляет 322,055 км², из них 280,64 км² приходится на сушу и 41,415 км² — на воду. Административным центром резервации и штаб-квартирой племени является город Хейуорд.

## Демография
По данным федеральной переписи населения 2010 года, в резервации проживало 2 803 человека. Согласно федеральной переписи населения 2020 года в резервации проживало 2 968 человек, насчитывалось 1 391 домашнее хозяйство и 2 102 жилых дома. Средний доход на одно домашнее хозяйство в индейской резервации составлял 33 590 долларов США. Около 33,2 % всего населения находились за чертой бедности, в том числе 45,4 % тех, кому ещё не исполнилось 18 лет, и 13,6 % старше 65 лет.
Расовый состав распределился следующим образом: белые — 632 чел., афроамериканцы — 7 чел., коренные американцы (индейцы США) — 2 145 чел., азиаты — 0 чел., океанийцы — 2 чел., представители других рас — 5 чел., представители двух или более рас — 177 человек; испаноязычные или латиноамериканцы любой расы составили 49 человек. Плотность населения составляла 9,22 чел./км².

## Комментарии
1. ↑  Сам город не входит в состав резервации, а является лишь штаб-квартирой племени.